# João VII de Antioquia
João VII de Antioquia (também referido, em algumas fontes, como João IV ou João V de Antioquia), dito João, o Oxita,  foi um religioso da Igreja Grega Ortodoxa que viveu entre o final do século XI e o início do XII. Foi o patriarca grego ortodoxo de Antioquia de 1089 a 1100, inclusive  durante o cerco da cidade, em 1097, pelos exércitos da Primeira Cruzada.

## Biografia
Ele foi aprisionado pelo governador seljúcida, Iagui Siã, que desconfiava de sua lealdade. Durante o cerco, ele foi pendurado nas muralhas da cidade de ponta-cabeça e teve seus pés golpeados com ferros em brasa. João foi solto e reconduzido ao trono patriarcal quando a cidade foi finalmente capturada em 1098, pelos termos do Tratado de Devol entre o Império Bizantino e o recém-criado Principado de Antioquia. Porém, um Patriarcado Latino foi logo estabelecido, pois a Igreja Ortodoxa e a Igreja Católica estavam separadas desde o Grande Cisma do Oriente, em 1054 d.C. Pedro de Narbona foi o primeiro patriarca, sendo inclusive consagrado por João, com ambos praticando uma espécie de co-patriarcado conjunto por um tempo. Porém, logo João se tornou uma inconveniência política para o primeiro príncipe de Antioquia, Boemundo I. O príncipe o acusou de conspirar com o Império Bizantino, um velho inimigo de Boemundo e de sua família normanda, e João foi exilado para Constantinopla em 1100.
A Igreja Ortodoxa foi reprimida em favor da Igreja Católica sob o patriarca latino Bernardo de Valência, que sucedeu a Pedro. Em Constantinopla, João abdicou ao cargo e entrou para um mosteiro em Óxia, onde ele escreveu tratados contra os latinos. Um novo patriarca grego ortodoxo foi escolhido e reinou a partir de Constantinopla até que, no século XII, com a queda dos reinos cruzados, os muçulmanos permitiram que o patriarca voltasse para Antioquia.